# 일로스
일로스(Ilus)는 그리스 신화에 나오는 트로이의 건설자이다. 트로스가 강의 신 스카만드로스의 딸 칼리로에와의 사이에서 낳은 아들로서 아사라코스와 가니메데스의 형제이다. 일로스는 아드라스토스의 딸 에우리디케와 결혼하여 테미스테와 라오메돈을 낳았다. 일로스는 프리기아의 왕이 개최한 레슬링 경기에서 우승하여 각각 50명의 남녀를 상으로 받았다. 또 프리기아 왕은 신탁에 따라 일로스에게 얼룩무늬가 있는 암소를 주면서 그 소를 따라가다가 처음 눕는 자리에 도시를 세우라고 하였다. 그 소가 이다 산 부근 아테의 성지에 이르러 눕자 일로스는 그곳에 정착하여 도시를 건설하였다. '일로스의 도시' 라는 뜻의 일리온이라고 불렸으며, 나중에는 일로스의 아버지 트로스의 이름을 따서 트로이라는 이름을 갖게 되었다.